# ACMA:GAME 惡魔遊戲
《ACMA:GAME 惡魔遊戲》是原作，惠廣史作畫的日本漫畫作品。日本自《週刊少年Magazine》2013年19號起開始連載，台灣則於《新少年快報》2013年34期起連載。

## 故事簡介
織田照朝是一個在8年前相繼失去父母、連父親留下的巨大財團也跟著分崩離析的少年，但他憑著自己的努力，僅僅花了三年就奪回了失去的一切，並令其日益壯大。他將員工們視為自己的家人，以會長的身分決心守護他們到底。
某日，能發動「只要在遊戲中獲勝就能無條件令敗者遵守勝者者要求」的「惡魔遊戲」的「惡魔鑰匙」持有者出現在照朝面前，將他捲進了這場遊戲，也讓他得知了利用惡魔遊戲在暗中操控一切的神秘組織永恆之槍的存在，並下定決心要將其擊敗。

## 登場人物

### 主要人物
織田照朝
本作的主角，光聖高中三年級生，也是日本排名前五的大財團「織田集團」的年輕會長。
不管是外表、頭腦還是運動神經全都有著極高水準，全國模擬成績也是名列前茅，並且還是學生會長的天才少年。在工作上按照亡父過去所做、非常重視底下的職員，將其視為家族成員而努力守護著，只要是集團成員就算是最底端的小職員也會記住其名字。
是個無可救藥的巧克力愛好者，很愛吃自家財團旗下山本製菓公司開發出的巧克力球，甚至到了飯菜加上巧克力來吃都覺得無比美味的程度。
因為和想用惡魔遊戲奪取織田財團的馬可展開了遊戲對戰而得知了惡魔遊戲的大概，並決心對利用惡魔遊戲玩弄人命的「永恆之槍」發起挑戰。在最後對決中勝出，令佔據日本的「永恆之槍」解體，回歸到平凡的生活之中。指除非彩出軌，否則不會使用鑰匙。
擁有的惡魔能力是在遊戲中能將任何物體（不包括氣體和液體）給強制固定一分鐘的「一分鐘絕對固定」。鑰匙的圖案在右手手背上，鑰匙的惡魔為卡多。
先後對戰多位強敵，互有勝敗。雖然擁有各種才能和聰明絕頂，但在畫畫方面非常不濟。在處理狂蜂浪蝶也完全沒有方向，結果常致於修羅場而難以離開。
上杉潛夜
以天才賭博師之名在地下世界裡極有名氣的青年，將照朝稱為「小照照」，卡多稱為「卡多多」。性格有些玩世不恭，喜歡穿著有著動物名稱的T恤。
過去是個有著天才頭腦與溫暖家庭的少年，可是某日家人盡數遇害，自己被當成第一嫌疑犯後就被周遭人嫌惡，因此意圖尋死時被大介阻止，並在其勸說下以自己的能力抓出真凶，之後就以「只為自己而活」為信條，成為了追求剎那的快樂的賭博師。
出現在打敗了兵頭的照朝面前，為了得到鑰匙的情報而發起惡魔遊戲向其挑戰並在不使用惡魔能力的情況下獲勝，之後共享已知的情報，並聯手向「永恆之槍」挑戰。雖然第一戰報捷，但第二戰不敵毛利而必需對他完全服從。在最後決戰中也表現出色，「永恆之槍」解體後，以巧計獲得全識之書，下向未明。
擁有的惡魔能力是超級快遞，只要知道物品的位置並劃出足夠大的圓，就能將東西拿到手，鑰匙的圖案在舌頭上，鑰匙的惡魔為卡多。
馬可・貝爾蒙多
義大利黑手黨「貝爾蒙多家族」的少主。金髮，兩耳有著耳環。
因為父親雷歐被「永恆之槍」當為人質，為了贖回父親而奪走惡魔鑰匙，然後利用惡魔遊戲向世界知名的大企業負責人進行挑戰，打算奪取這些公司後向「永恆之槍」來交換自己的父親。
在選上照朝當第四個目標時，敗在對方的推理能力之下，於失去鑰匙的同時被「永恆之槍」給察覺，並透過視訊直播了其父被迫自殺的一景。
之後被照朝藏匿在織田集團的義大利分社，在惡魔遊戲選拔賽開始前被叫回，並獲得照朝贏來的惡魔鑰匙回歸戰線進行支援。雖然沒有直接參加最後八強戰，但也對付並解決了好幾名「永恆之槍」成員。
惡魔能力是將閉鎖空間任意移動到地球某處的「封閉空間移動」，鑰匙的圖案在右手手臂，鑰匙的惡魔為卡多→彄魯夾。
在拯救人質之中認識了式部紫的妹妹式部小百合，結果被其倒追。雖然自己對之亦有好感但小百合太過步步進逼使其非常不自在。然而在初的調解(駕御)之下，二人似乎終於能互相了解。

### 選拔賽參賽者
式部紫
惡魔遊戲選拔賽參賽者之一，天才女演員。17歲，以藝名「YUKA」在演藝圈內發展，是名有著高人氣的偶像。外表是個有著雙馬尾的美少女。
家族成員有母親、弟妹共五人。父親在借了高額金錢後拋下債務人間蒸發，為了守護體弱多病的母親與年幼的弟妹們，選擇當上可以在短時間內賺取大量金錢的偶像為職業。
永恆之槍給予她有著「天生的領導才能、演技與高度的行動力」的評價。因此選擇她參加選拔賽，為了保證她會出賽而綁架其母當人質強制她參加。初戰的對手為照朝，以出色的演技和其對抗，但在被看穿底細的情況下於惡魔能力發動前就被照朝找出跡象而擊敗。之後明白照朝在惡魔遊戲中的舉動全是為了拯救自己的母親，因而深受感動而對他動心。自此便與照朝並肩作戰至最後，結局中替照朝和初的公司擔當代言人。
惡魔能力是對自己選擇的某件物品在預定時間一到就會發出聲響的「萬物目覺」。鑰匙的的圖案在右肩，鑰匙的惡魔為科西卡。
真鍋悠季
頭腦精明，平時性格善良溫存而膽怯，但卻可以激發出腹黑腐化的「黑化」狀態。與主角織田同年級的密碼解析家。織田為拜託她解開惡魔鑰匙的隱藏訊息時恰逢真鍋一家遭遇壞人，在織田的幫助下解除危機。雖然一開始似乎對織田動情，但最後卻走向腐女之路。
惡魔遊戲錦標賽初賽時敗給上杉潛夜。幫助主角揭開了許多惡魔鑰匙的謎題。決賽之後輔助織田對付「永恆之槍」，結局回到學校繼續讀書。
惡魔能力為「侵染的指令」。使用後可持續整場遊戲。對物體下達命令,當他人接觸到物體時便會下意識地遵從命令執行,即使發覺仍然有效，但祇限於手部接觸才可以生效。
齊藤初
惡魔遊戲選拔賽參賽者之一，19歲。齊藤首相的兒子。贊同著先導者的想法，於是擊敗永恆之槍的成員奪取三把惡魔鑰匙要求參賽，而被先導者選為參賽者，腦力和運動力與織田照朝不分上下。
在初賽時對決伊達俊一郎並獲得勝利，第二戰卻因伊達背叛及比不上另一隊的信任而敗北。雖起先表示為贊同先導者但其實是因為想要幫其父親齊藤久利臣洗刷污名而假裝贊同，並且承諾幫助織田照朝，同時也請求織田照朝幫其父親洗刷污名。打這之後基本上與織田焦不離孟，甚至會徹夜商量對策。
惡魔能力為可以對他人提問一個問題，並且一定會回答"Yes"的「肯定順從的羊」
個性非常嚴肅，追求駕御之術，手段高明但不若織田般能夠籠絡人心。被馬可認為是戀愛專家，但在本作中並沒有任何浪漫故事線。事件結束後繼續經營自己的公司，與織田保持著亦敵亦友的關係。
伊達俊一郎
惡魔遊戲選拔賽參賽者之一，22歲，天才心理學家。
年輕的心理學者，性格腹黑，充滿惡趣味，但智力超群且能力十足。雖敗給齊藤初但卻想出許多方法逃過“絕對服從”的掌握，擅長摸透對方心理。因此，跟織田和齊藤並不投契，反而與潛夜非常合拍。
第二戰中落敗後，被織田解除“絕對服從”的控制並受邀參與惡魔遊戲錦標賽決賽。在決賽中憑出色想像力應付織田極差的繪畫，在各個遊戲中表現甚至比織田更好。最後對決前跟織田合作收服網絡紅人Soji，結束之後則似乎跟似乎潛夜一起。
惡魔能力為「強制視野交換」。強制與指定對象交換視野5秒鐘，期間無法操縱對象的身體。
島津涼
惡魔遊戲選拔賽參賽者之一，17歲，天才運動員。
擁有超絕的身體能力，但頭腦簡單。從被日本政府發現之後就被秘密培養，號稱日本最終兵器。在第一戰中便輸了給毛利，爾後基本作為其隨扈出場直至決賽。敗北後繼續協助織田和毛利，保護「永恆之槍」總部以外的人不受傷害。
惡魔能力未知。事件完結後回到訓練，似乎身心俱成長不少。
毛利明
惡魔遊戲選拔賽參賽者之一，19歲，天才棋士。
19歲奪得將棋“龍王”稱號，被稱為“毛利龍王”。表現出壓倒性的超高智力和無比冷靜的判斷力。惡魔遊戲錦標賽初賽完勝島津涼，半決賽也以壓倒性優勢擊敗上杉潛夜、真鍋優季。
實力強大而且冷靜無比，擅於將一切因素轉化為自身的有利條件（半決賽中搭檔島津涼頭腦極為簡單，但毛利卻通過對島津思考方式的掌握反過來利用）。認為“比賽的勝負是最重要的”，請求上杉全力以赴以讓他感受到“活著的感覺”。
比賽中由於突然見到被上杉以惡魔能力傳送過來的妻兒而一時驚訝（毛利的妻兒也被擄為人質），卻在短短不到5秒時間回復過來並當機立斷運用“知覺消去”切斷和妻兒的聯繫，最終獲勝。即便如此，依舊視自己的妻兒為極為重要的人，和他們生活幸福，被上杉評價：以自己的方式一起幸福的活著。決賽中與織田等對戰五場，力戰而敗；敗北後協助織田，保護「永恆之槍」總部以外的人不受傷害。事件結束後回到棋士生涯，挑戰電腦棋手。
惡魔能力為「知覺消去」。將某一事物在遊戲結束前從自身的五感中完全消除。

### 織田集團
織田清司
故人。一般家庭出身。高中考試成績與劍征持平全科滿分，並列第一。劍征與久利臣高中時期就認識的摯友。照朝的父親，重視屬下，因為是個工作狂而在各地的辦公處設有自己的住所。妻子死亡後在極度沮喪之時從崩心禱那得到天之智慧書，之後偽造爆炸事故假裝自己在事故中喪生，並與崩心禱創立"永恆之槍"，以極微小的力氣令日本實現獨裁統治，意圖達向世界和平。
最後之戰中被織田照朝擊敗，結果被抹去全識之書帶來的所有知識。原想解散組織卻被崩心重創，最後與崩心在發動了遊戲的空間裡死亡。
織田麗華
故人。舊姓山本。清司、劍征、久利臣高中時期就認識的摯友。高中考試成績不動前三。原日本市佔第一山本製菓千金。照朝的母親。9年前因為事故身亡，不過傳聞是遭到殺害。
岡本龍肝
直屬於照朝的保全隊「HOUND DOG」（HD）的隊長，身手非常高超。原為僱傭兵，回到日本後跟織田清司邂逅並開始為織田家工作，在集團分崩離析後也一直看顧著照朝。對織田一家非常忠心，最後之戰中先導者被擊敗後替其擋下攻擊而身受重傷。最後跟清司一起在遊戲空間裡死亡。
仁科梨穗
HD的成員，是有如岡本的左右手的人物。雖然格鬥技和狙擊都不錯，但腦筋實在不行；亦常被調侃找不到男朋友。
戶塚・倪格爾・拉比德
HD的成員，戴著墨鏡、常帶著笑容露出牙齒的黑膚青年。通稱倪格爾，將照朝稱為「大將」，彩香稱為「公主」。身手敏捷，擁有一定行動執行能力和武鬥技巧。
寶治山士郎
織田集團研究室的室長，對惡魔鑰匙進行了多方面的研究，最後從其中找出了類似QR碼的存在。
星山義近
中年男性。照朝為了擊敗永恆之槍而決心辭去會長職位後繼任織田集團新任會長的人，對織田非常忠心，事件完結後把會長之位讓出讓照朝回歸。

### 寶條院集團
寶條院彩香
寶條院集團總裁的獨生女，光聖高中三年級生（與照朝不同班）。被同校男學生稱為「彩公主」的人氣美女，把照朝稱為「未來的丈夫」並對他有著好感。
兩人從小時候就已認識，彩香也無條件地相信照朝並願意投入全身心的去支持對方。
對照朝的身邊有出現女性陪伴的情況會感到不高興，尤其在對方是美女的時候。雖然智計和手腕跟齊藤、毛利甚至式部或真鍋都不及，但卻最能在適當時候鼓勵朝照。在結束時似乎已經與織田交往中。
寶條院劍征
寶條院集團的總裁，高中考試成績與清司持平全科滿分，並列第一。彩香的父親，清司、麗華、久利臣高中時期就認識的摯友。興趣是上酒家和看小黄書，以自己的方式介入事件並幾乎解決了清司，然而功敗垂成。事件完結後繼續經營自己的企業。
久瀨忍
寶條院家的直屬護衛隊「久瀨組」的女性隊長，與岡本為前隊友，因為童顏以被岡本稱為"魔女"。狙擊非常了得，身手亦是出類拔萃。

### 永恆之槍
先導者（The Guide）
神秘組織「永恆之槍」的首領。傳聞裡在「惡魔遊戲」中從無敗績的絕對王者。
過去經歷等一切不明，經過警察廳得知的情報，被認為是疑似是已過世的織田清司本人，爾後證實為織田清司本人，擁有全知能力，因為上述的能力讓他在精神與人格層面都大幅進化，變成了先導者的人格。
最後決戰中敗於兒子，被褫奪由全識之書所帶來的知識。
崩心禱
「永恆之槍」的第二號人物。有著像獅子的鬃毛般的髮型與鬍鬚，對因為永恆之槍的獨裁統治而發起抗議的民眾出動自衛隊進行血腥鎮壓，個性頗為殘酷。
原本為考古學家，發現了惡魔鑰匙和全識之書的事。在不斷對戰之中成功賺取青春，輔助先導者佔領了日本，甚至令聯合國都被牽制住。最後對決中先導者敗陣並指想解散組織後，露出兇狠一面槍傷了先導者，卻反被其困在遊戲空間之中。最後因為先導者的死亡而被永久困於裡面，結果選擇死亡。
長久手洋一
「永恆之槍」的成員。有著白色長髮，沒有眉毛。過去曾是醫生，因為重症昏迷的妻子被先導者救醒而對他極為崇拜，並成為其屬下。
為了測試照朝有無參加選拔賽的資格而來到織田集團本部，並向其發起惡魔遊戲進行挑戰，最後再敗給潛夜而獲得成長的照朝面前敗北。惡魔之力「拙劣的代罪羔羊」。
敗陣後記憶被洗掉，眾人亦因此不能打聽「永恆之槍」的內幕；故事末段顯示其妻的確已被先導者治好，並與之重新相聚。
小牧裕二
「永恆之槍」的成員。向潛夜通知他獲選為惡魔遊戲選拔賽的參賽者之一，並已將BIG給綁架監禁表示對方沒有不參賽的權力。
潛夜為了奪回BIG而用惡魔遊戲向其進行交易，在之後因為於遊戲中敗北而喪失記憶。
姊川
「永恆之槍」的成員。向紫通知她成為惡魔遊戲選拔賽的參賽者之一，並表示已將紫的母親給綁架逼迫她一定得參加。爾後因為失業，加入織田的企業。
敦賀準一
「永恆之槍」的成員。與馬可進行惡魔遊戲對戰中落敗。

### 主要人物的相關者
森原修一
織田的朋友及同學，在拯救真鍋的行動之中受了傷。之後便少有出場機會了。
枯田賢悟
織田的朋友及同學，在拯救真鍋的行動之中受了傷。之後便少有出場機會了。
直江大介
潛夜的好友，暱稱是「BIG」。當他在人生最低點時一手拉上來的人。及後當潛夜想得太多需要決策時，又或被個人情感所影響的時候會作出適當的判斷。光頭。

### 政府相關
齊藤久利臣
現任日本首相。清司、麗華、劍征高中時期就認識的摯友。彩香表示是個十分聰明的人。與閣員們都被先導者用惡魔遊戲給擊敗而成為傀儡，與其他政黨聯合組成新的獨裁政黨「永恆之槍」並開始對日本施行獨裁統治。

### 警察相關
大田
警察中少有對"永恆之槍"有懷疑的人，幾乎被自己人抹殺掉但成功逃走並被寶條一家所救，及後留在裡面當僱傭兵。
窯桐玲子
原為大田手下，被派往織田家中當保鏢並搜集情報，隨著大田離開警隊繼續協助織田等人。
五里雷蔵
原為大田手下，以身保護大田結果被自己人所殺。

### GAME MASTER
秉持中立立場的惡魔，猶如物理法則那樣「知道其存在，但不知其從何而來」，存在的次元與人類不同。能用不可思議的力量讓遊戲必須的道具出現，並且熟知這世界的所有資訊，因此無法對其做出欺瞞。當惡魔鑰匙被收回後，可以依自己的意願把之置於任何地方。
卡多
以黑色的彌諾陶洛斯姿態出現的惡魔。會保證遊戲會在公正的情況下執行。在第一戰及最後之戰都有出現，公正、嚴明、言簡意駭為其特色。話需如此，非常欣賞織田照朝，在其對潛夜敗北後把鑰匙致於其書桌之上再次賦與其參加惡魔遊戲的權利；並在最後交待了先導者和崩心等人的最後下落。
彄魯夾
以雪鴞姿態出現的惡魔。相較於卡多來態度顯得極為紳士，還認為對方有點粗俗。口癖是「HO─HO─」，同樣強調遊戲會在公正的情況下執行，注重規律與協調，為了培養後進而會讓直屬的小惡魔們負責準備道具。
科西卡
以三色貓姿態出現的惡魔。個性似乎有點散漫，年紀也大；會不小心透漏鑰匙持有者的資料，遊戲進行時若玩家陷入長考狀態時會睡著。
路庫特斯
以無尾熊姿態出現的惡魔。口沒遮攔直腸直肚，不時會說髒話，然而主持依然是挺公道的。
達辛
以大猩猩姿態出現的惡魔。
赛伯
以鹿姿態出現的惡魔。自稱紳士，常被主角等人忽略及無視，因而自尊心經常被傷害。口癖是「我鹿...」，在各惡魔中較具喜劇色彩的一位。
巴雷亞
以鯨姿態出現的惡魔。因為魚鰭很笨重所以要讓手下們幫助佈置場地，跟其他惡魔不一樣不需要開口說話。

### 其他人物
兵頭猛
暴力団「騒喧組（さわやかぐみ）」小混混老大。

## 用語
惡魔遊戲
以惡魔鑰匙的力量召喚惡魔當裁判的遊戲。遊戲的種類與數量都不明，縱使是惡魔鑰匙的持有者本人也不會知道發動後會出現何種遊戲。
使用鑰匙後，所處的空間都會被惡魔給隔絕，直到遊戲結束前都無法與外界進行連絡。於遊戲中若有參賽者死亡，或是遊戲始終都未結束的話就會永久維持空間隔絕狀態。旁觀者對參賽者出手、或是遊戲參賽者彼此之間的接觸也在禁止事項之中。
遊戲開始前，參賽者可以互相對對手提出自己的需求，勝利者將可獲得施行要求的權利。勝利者可以獲得失敗者的一切（包括全部財產、要失敗者自殺，甚至是要對方出面頂罪），不過無法提出比對方所要求的條件更高的需求。
失敗者絕對無法拒絕施行勝利者的要求條件，縱使內心不願意也會被惡魔的力量給強制執行，施行中的要求數會以小光點的模樣顯示在惡魔鑰匙上的水晶之中，在要求執行完畢或勝利者主動放棄執行的情況下光點會消失。
惡魔鑰匙
實行惡魔遊戲的必要關鍵道具，發動後可招喚出做為GM的惡魔。會招喚出何種類型的惡魔是看鑰匙上的動物頭骨模樣而定。
以「惡魔只會服從強者」的規則，鑰匙持有者在遊戲中敗北的話，鑰匙的所有權會被轉讓給勝利者。第一次使用的話的是將惡魔鑰匙對自己的身體部位插下，好讓惡魔鑰匙對持有者進行認證。之後要使用時只要將鑰匙對牆壁、地板或桌面插下即可。
若對戰雙方都是惡魔鑰匙的持有者，則失敗者除了會失去鑰匙的所有權，鑰匙也會消失而出現在世界的某處。
鑰匙的持有者在身體某處會出現鑰匙的圖案，並擁有可在遊戲中使用的「惡魔之力」。「惡魔之力」基本上在一場遊戲中最多只能使用一次，在初次得到能力時，身為GM的惡魔會對持有者說明該能力的效果（但這樣也有讓對手得知自己能力的弊端）。失去鑰匙所有權的同時，能力也會跟著消失，重新獲得鑰匙所有權後也會重新獲得能力，不過得到的能力不會有所變化。
惡魔之力
惡魔鑰匙的所有者將其插入自己心臟位置後，可獲得的能力，每個擁有者能力皆不同，所有者敗北後鑰匙以及能力同步消失，直到再次成為擁有者，但重新獲得的能力不會改變。
- 一分鐘絕對固定：擁有者織田照朝

- 封閉空間移動：擁有者馬可•貝蒙多

- 萬物計時器：擁有者式部 紫

- 侵染的指令：擁有者真鍋悠季

- 操氣冷卻：擁有者敦賀準一

- 拙劣的代罪羔羊：擁有者長久手洋一

- 強制視野交換：擁有者伊達俊一郎

- 肯定順從的羊：擁有者齊藤初

- 消除知覺：擁有者毛利明

- 超級宅配：擁有者上杉潛夜

## 出版書籍
| 卷數 | 講談社         | 講談社                 | 東立出版社     | 東立出版社             |
| 卷數 | 發售日期       | ISBN                   | 發售日期       | ISBN                   |
| ---- | -------------- | ---------------------- | -------------- | ---------------------- |
| 1    | 2013年6月17日  | ISBN 978-4-06-384887-8 | 2013年12月2日  | ISBN 978-986-337-351-3 |
| 2    | 2013年9月17日  | ISBN 978-4-06-394932-2 | 2014年1月16日  | ISBN 978-986-337-352-0 |
| 3    | 2013年11月15日 | ISBN 978-4-06-394969-8 | 2014年3月5日   | ISBN 978-986-337-771-9 |
| 4    | 2014年1月17日  | ISBN 978-4-06-394999-5 | 2014年4月10日  | ISBN 978-986-348-246-8 |
| 5    | 2014年3月17日  | ISBN 978-4-06-395033-5 | 2014年6月3日   | ISBN 978-986-348-725-8 |
| 6    | 2014年6月17日  | ISBN 978-4-06-395109-7 | 2014年8月21日  | ISBN 978-986-365-216-8 |
| 7    | 2014年8月16日  | ISBN 978-4-06-395164-6 | 2014年10月7日  | ISBN 978-986-365-720-0 |
| 8    | 2014年10月17日 | ISBN 978-4-06-395220-9 | 2014年12月8日  | ISBN 978-986-382-053-6 |
| 9    | 2014年12月17日 | ISBN 978-4-06-395266-7 | 2015年2月12日  | ISBN 978-986-382-494-7 |
| 10   | 2015年3月17日  | ISBN 978-4-06-395348-0 | 2015年5月28日  | ISBN 978-986-431-116-3 |
| 11   | 2015年5月15日  | ISBN 978-4-06-395395-4 | 2015年7月9日   | ISBN 978-986-431-521-5 |
| 12   | 2015年7月17日  | ISBN 978-4-06-395436-4 | 2015年9月21日  | ISBN 978-986-431-870-4 |
| 13   | 2015年9月17日  | ISBN 978-4-06-395486-9 | 2015年12月1日  | ISBN 978-986-462-213-9 |
| 14   | 2015年11月17日 | ISBN 978-4-06-395535-4 | 2016年2月18日  | ISBN 978-986-462-520-8 |
| 15   | 2016年1月15日  | ISBN 978-4-06-395584-2 | 2016年3月30日  | ISBN 978-986-462-898-8 |
| 16   | 2016年3月17日  | ISBN 978-4-06-395621-4 | 2016年5月13日  | ISBN 978-986-470-123-0 |
| 17   | 2016年5月17日  | ISBN 978-4-06-395672-6 | 2016年7月14日  | ISBN 978-986-470-418-7 |
| 18   | 2016年7月15日  | ISBN 978-4-06-395713-6 | 2016年10月10日 | ISBN 978-986-470-687-7 |
| 19   | 2016年9月16日  | ISBN 978-4-06-395763-1 | 2016年12月22日 | ISBN 978-986-482-014-6 |
| 20   | 2016年12月16日 | ISBN 978-4-06-395828-7 | 2017年2月20日  | ISBN 978-986-482-538-7 |
| 21   | 2017年2月17日  | ISBN 978-4-06-395872-0 | 2017年5月12日  | ISBN 978-986-482-803-6 |
| 22   | 2017年4月17日  | ISBN 978-4-06-395919-2 | 2017年6月22日  | ISBN 978-986-486-156-9 |

## 電視劇
《ACMA:GAME 惡魔遊戲》是日本電視台於2024年4月7日至6月9日播出的週日連續劇，由間宮祥太朗主演。相較於漫畫版的人物年齡，日劇版將其中幾位主要角色的年齡都設定為成人。

### 登場人物
- 織田照朝〈27〉：間宮祥太朗
- 齊藤初〈27〉：田中樹[4]
- 真鍋悠季〈27〉：古川琴音[4]
- 上杉潛夜〈27〉：龍星涼[5]
- 式部紫〈18〉：嵐莉菜[6]、（小時候）
- 毛利明〈35〉：增田昇太（s**t kingz）[6]
- 伊達俊一郎〈31〉：福山翔大[7]
- 淺井滿〈33〉：坂口涼太郎[7]

YouTuber。電視劇原創角色。
- 長久手洋一〈34〉：桐山漣[7]
- 岡本龍肝〈60〉：橋本潤[6]
- 崩心禱〈53〉：小澤征悅[8]
- 織田清司〈45〉：吉川晃司[9]
- 織田麗華〈44〉：遊井亮子
- 丸子光秀〈27〉：須賀健太（第1話）[10]

原型是原作中的馬可•貝蒙多。
- 兵頭猛〈35〉：榮信（第2話）[10]
- 大蛇：花澤香菜（配音）

悠季開發的AI。
- 卡多：諏訪部順一（配音）
- 彄魯夾：坂本真綾（配音）
- ELVA：中村悠一（配音）

單眼黑色球體惡魔。可隨意變換身體的大小，並擁有瞬間移動的能力。

### 製作團隊
- 原作：メーブ / 作畫：惠廣史『ACMA:GAME』（講談社『週刊少年Magazine』所載）
- 劇本：泉吉紘、谷口純一郎
- 配樂：菅野祐悟
- 主題曲：UVERworld「MEMORIES of the End」（Sony Music Labels）[11]
- 插曲：SixTONES「GONG」（Sony Music Labels）[12]
- 導演：佐藤東彌、狩山俊輔、松田健斗
- 總製作人：松本京子
- 製作人：藤村直人、岩崎廣樹、後藤庸介、大庭佑理（AX-ON）、本多繁勝（AX-ON）
- VFX：DIGITAL FRONTIER
- 制作協力：AX-ON
- 製作著作：日本電視台

### 播出日程
- 第1話加長30分鐘（22:00－23:25）。

| 集數                                                                      | 播出日期 | 副標題 | 編劇       | 導演     | 收視率 |
| ------------------------------------------------------------------------- | -------- | ------ | ---------- | -------- | ------ |
| 第1話                                                                     | 4月07日  |        | 泉吉紘     | 佐藤東彌 | 5.7%   |
| 第2話                                                                     | 4月14日  |        | 泉吉紘     | 佐藤東彌 | 3.7%   |
| 第3話                                                                     | 4月21日  |        | 泉吉紘     | 佐藤東彌 | 3.7%   |
| 第4話                                                                     | 4月28日  |        | 谷口純一郎 | 狩山俊輔 | 3.3%   |
| 第5話                                                                     | 5月05日  |        | 谷口純一郎 | 狩山俊輔 | 3.5%   |
| 第6話                                                                     | 5月12日  |        | 泉吉紘     | 佐藤東彌 | 3.5%   |
| 第7話                                                                     | 5月19日  |        | 谷口純一郎 | 後藤庸介 | 2.9%   |
| 第8話                                                                     | 5月26日  |        | 泉吉紘     | 松田健斗 | 3.2%   |
| 第9話                                                                     | 6月02日  |        | 谷口純一郎 | 後藤庸介 | 3.1%   |
| 最終話                                                                    | 6月09日  |        | 泉吉紘     | 佐藤東彌 | 2.9%   |
| 平均收視率 3.6%（收視率由Video Research調查關東地區、家戶的即時統計資料） |          |        |            |          |        |

## 真人電影
《劇場版 ACMA:GAME 最終之鑰》於2024年10月25日上映。

### 演員列表
- 織田照朝：間宮祥太朗
- 齊藤初：田中樹
- 真鍋悠季：古川琴音
- 上杉潛夜：龍星涼
- 式部紫：嵐莉菜
- 崩心禱：小澤征悅
- 黑田光輝：金子信昭[24]
- 黑田蘭：志田未來[24]
- 大蛇：花澤香菜（配音）
- 卡多：諏訪部順一（配音）
- 彄魯夾：坂本真綾（配音）
- ELVA：中村悠一（配音）
- 賽伯：關智一（配音）[25]
- 巴雷亞：村瀨步（配音）[25]
- VAJRA：榎木淳彌（配音）[25]

以礦物姿態出現的惡魔。

### 製作團隊
- 原作：メーブ / 作畫：惠廣史『ACMA:GAME』（講談社『週刊少年Magazine』所載）
- 劇本：泉吉紘、谷口純一郎
- 導演：佐藤東彌
- 配樂：菅野祐悟
- 主題曲：UVERworld「PHOENIX」（Sony Music Labels）[26]
- 插曲：SixTONES「GONG」（Sony Music Labels）[27]
- VFX：DIGITAL FRONTIER
- 作：AX-ON
- 製作：日本電視台
- 發行商：東寶

## 外部連結
- 講談社本作介紹（页面存档备份，存于）（日語）
- ACMA:GAME 惡魔遊戲｜日本電視台
  - 電視劇的X（前Twitter）
  - 電視劇的Instagram帳戶
- 劇場版 ACMA:GAME 最終之鑰

| 日本 日本電視台 週日連續劇              | 日本 日本電視台 週日連續劇                  | 日本 日本電視台 週日連續劇 |
| --------------------------------------- | ------------------------------------------- | -------------------------- |
|                                         | ACMA:GAME 惡魔遊戲 （2024年4月7日－6月9日） |                            |
| 廚房的愛麗絲 （2024年1月21日－3月24日） | 如積雪般的永寂 （2024年7月7日－9月8日）     |                            |